# ستار أكاديمي 7
بدأ الموسم السابع في 19 فبراير 2010 وانتهى في 4 يونيو 2010 بفوز ناصيف زيتون من سوريا بنسبة تصويت 65.21%, ورحمة السباهي من العراق بنسبة 24.08%, ومحمد رمضان بنسبة 10.71%.
وصل عدد المتسابقين في هذا الموسم إلى 21 متسابقا, 12 شابا, 9 فتيات.
| المركز | المتسابق        | البلد    |
| ------ | --------------- | -------- |
| 1      | ناصيف زيتون     | سوريا    |
| 2      | رحمة رياض       | العراق   |
| 3      | محمد رمضان      | الأردن   |
| 4      | رامي الشمالي    | لبنان    |
| 5      | بدرية السيد     | تونس     |
| 6      | أسماء محلاوي    | تونس     |
| 7      | سلطان الراشد    | السعودية |
| 8      | طاهرة حماميش    | المغرب   |
| 9      | محمود شكري      | مصر      |
| 10     | زينة افتيموس    | سوريا    |
| 11     | محمد علي        | مصر      |
| 12     | ميرال زهر الدين | سوريا    |
| 13     | عبد العزيز لويس | الكويت   |
| 14     | باسل خوري       | الأردن   |
| 15     | ريان عيد        | لبنان    |
| 16     | رانيا جزار      | مصر      |
| 17     | مهدي بحمد       | الجزائر  |
| 18     | هيثم الخزوم     | السعودية |
| 19     | الين قسيس       | لبنان    |
| 20     | سلوى تعليبي     | المغرب   |
| 21     | جاك حداد        | لبنان    |

## الأساتذة
| الأستاذ      | تخصصه                                                                             |
| ------------ | --------------------------------------------------------------------------------- |
| ماري محفوض   | استاذة فوكاليز وتمرين صوت                                                         |
| فؤاد فاضل    | استاذ صوت وقائد اوركسترا                                                          |
| وديع ابي رعد | استاذ تمارين صوتية ومدرب للطلاب على أداء اغانيهم                                  |
| ميشيل فاضل   | عازف بيانو يرافق الطلاب في سهرات البرايم                                          |
| اليسار كركلا | مصممة رقص ومدربة للطلاب                                                           |
| ميشيل جبر    | استاذ في الأخراج المسرحي يدرب الطلاب على طريقة الوقوف على المسرح والخروج من الذات |
| جورج عساف    | مدرب رياضة لصقل اجسام الطلاب                                                      |

## وصلات خارجية
- ستار أكاديمي 7  على فيسبوك.